# Christian Tran
Pour les articles homonymes, voir Tran (homonyme).
Christian Tran est un réalisateur de documentaire français né le 5 août 1966 à Largentière (Ardèche). 

## Filmographie
- 2004 : L'école en campagne[1],[2],[3],[4]
- 2005 : Poste restante[5],[6],[7]
- 2009 : Picasso et Sima, le modeleur d'amitié, production Artis, Lyon TV, 58 min
- 2014 : Les génies de la grotte Chauvet
- 2016 : Le Grand verre de terre, interview avec Miquel Barceló, film réalisé par Christian Tran, Bibliothèque nationale de France